# Oomph!
Oomph! is een Duitse industrialmetalband uit Braunschweig en een van de grondleggers van de Neue Deutsche Härte. De band is opgericht in 1989 in Wolfsburg.

## Geschiedenis
Het album Wunschkind zorgde in 1996 voor een doorbraak van Oomph! in Duitsland, in 2004 werd Augen auf! een nummer 1-hit en Brennende Liebe kwam in de top 10. In december van datzelfde jaar ontvingen zij de "Eins Live Krone" voor beste band van de Duitse popzender Einslive. Oomph! maakte ook nummers met andere artiesten. De nummers "Fieber" samen met Nina Hagen, "Die Schlinge" met Apocalyptica, "Träumst Du" met Marta Jandová van de band Die Happy en "Brennende Liebe" met Sonja Kraushofer van L'Âme Immortelle zijn daar voorbeelden van. Oomph! wordt gezien als inspiratie voor latere bands in het genre, zoals Rammstein. Hoewel Oomph! redelijk toegankelijke muziek maakt, bleef echt groot succes uit.
In oktober van 2021 werd bekendgemaakt dat Diro had besloten de band te verlaten. De overige leden zijn van plan te blijven optreden en naar eigen zeggen zelfs in de weer met een volgend album.
Op 22 juni 2023 kondigde de band op haar website de nieuwe zanger Daniel Schulz (Der Schulz) aan alsmede het nieuwe album “Richter und Henker”.

## Discografie

### Cd's
| Jaar | Titel                     | Hitlijstpositie | Hitlijstpositie | Hitlijstpositie |
| Jaar | Titel                     | D               | A               | CH              |
| ---- | ------------------------- | --------------- | --------------- | --------------- |
| 1992 | Oomph!                    | -               | -               | -               |
| 1994 | Sperm                     | -               | -               | -               |
| 1995 | Defekt                    | -               | -               | -               |
| 1996 | Wunschkind                | -               | -               | -               |
| 1998 | 1991-1996 The Early Works | -               | -               | -               |
| 1998 | Unrein                    | 37              | 38              | -               |
| 1999 | Plastik                   | 23              | -               | -               |
| 2001 | Ego                       | 21              | 60              | -               |
| 2004 | Wahrheit oder Pflicht     | 2               | 2               | 7               |
| 2006 | GlaubeLiebeTod            | 5               | 16              | 23              |
| 2006 | Delikatessen              | 74              | 59              | -               |
| 2007 | Delikatessen              | 72              | -               | -               |
| 2008 | Monster                   | -               | -               | -               |
| 2010 | Truth or Dare             | -               | -               | -               |
| 2012 | Des Wahnsinns Fette Beute | -               | -               | -               |
| 2015 | XXV                       | -               | -               | -               |
| 2019 | Ritual                    | -               | -               | -               |